# Martin Kobras
Martin Kobras (* 19. Juni 1986 in Bregenz) ist ein österreichischer Fußballtorwart.

## Karriere
Kobras begann seine Karriere im Jahre 1994 im Nachwuchsbereich des FC Lingenau und kam 1999 zum FC Egg, ehe er 2002 erneut nach Lingenau wechselte. Bereits ab 2000 besuchte er parallel dazu die Fußballakademie Vorarlberg und kam für diese bis 2005 zum Einsatz. In dieser Zeit stand er auch kurzzeitig im Profikader des SC Austria Lustenau; so saß er etwa im Herbst 2003 in zwei Meisterschaftsspielen als zweiter Torhüter auf der Ersatzbank. Im Jahre 2005 wechselte der damals 19-Jährige zum FC Hard, der in der Saison 2005/06 fast von der Regionalliga West in die Erste Liga aufstieg. Zu Beginn der Saison 2007/08 ging er in die Steiermark zum SK Sturm Graz, für den er zuerst nur zu einigen Spielen in der Amateurmannschaft des Vereins kam.
Am 15. September 2008 spielte er sein erstes offizielles Match für den SK Sturm im ÖFB-Cup-Spiel auswärts gegen die SpG Neuhofen/SV Ried II, das die Grazer klar mit 5:0 gewannen. Neun Tage später, am 24. September 2008, kam Kobras zu seinem ersten Einsatz in der österreichischen Fußball-Bundesliga beim Auswärtsmatch gegen den FC Red Bull Salzburg; die Grazer verloren diese Partie mit 1:3. Grund seines Einsatzes waren die Ausfälle der anderen beiden Torhüter Christian Gratzei und Josef Schicklgruber.
Mit Ende der Saison 2008/09 verließ er den SK Sturm in Richtung Altach. Nach zwölfeinhalb Jahren in Altach verließ Kobras den Verein nach 360 Pflichtspieleinsätzen in der Winterpause 2021/22, um sich auf sein im Oktober 2021 begonnenes Lehramtsstudium zu konzentrieren, und wechselte zum Regionalligisten FC Rotenberg.
Noch während seiner aktiven Karriere absolvierte er 2015/16 den Grundkurs für Torwarttrainer und machte 2017/18 die Lizenzen als Kindertrainer, sowie als Jugendtrainer, gefolgt von der UEFA-B-Lizenz 2018/19. Während er bereits 2017 kurzzeitig als Co-Trainer im Nachwuchsbereich der Altacher tätig war, ist er bereits seit Sommer 2020 Co-Trainer der zweiten Mannschaft des FC Rotenberg.

## Persönliches
Anfang September 2014 heiratete Kobras seine Lebensgefährtin in Lingenau. Als Trauzeuge agierte unter anderem der Fußballprofi Patrick Scherrer, der mit Kobras bereits in der Jugend und später beim SK Sturm Graz und SCR Altach zusammengespielt hatte.

## Erfolge
- Aufstellung in den Kader des österreichischen U-19 Nationalteams
- Vizemeister in der Totoliga
- Herbstmeister mit dem FC Hard (2006)
- Vorarlbergs Fußballer des Jahres (2010, 2011, 2012[6])
- Torhüter des Jahres der Ersten Liga (2010/11, 2011/12)
- Meister in der Saison 2013/14 und Aufstieg in die Österreichische Bundesliga
- UEFA Europa League Qualifikation 2014/15